# Хоф-ха-Кармель (региональный совет)
Хоф-ха-Кармель (ивр. חוף הכרמל‎) — региональный совет в Хайфском административном округе Израиля, расположенный в основном между склонов горы Кармель и Средиземным морем. Региональный совет был создан 2 июля 1951 года. Возглавляет региональный совет Кармель Села из мошава Гева-Кармель.
В состав регионального совета входят 8 кибуцев, 11 мошавов и два общинных поселения. Площадь регионального совета составляет примерно 183,360 квадратного километра.

## Население
По статистическим данным Центрального статистического бюро Израиля население регионального совета на 2024 год составляет 36 981 человек.

## Доходы и занятость
В прошлом основным источником дохода в поселениях Хоф-ха-Кармель было сельское хозяйство. За последние 30 лет наблюдается быстрое развитие в области промышленности и туризма.
Сельское хозяйство по-прежнему широко распространено, особенно в свете большого технологического прогресса в этой области в Израиле. Основными направлениями являются выращивание бананов, овощей, хлопка, молочных продуктов, птицы, а также большое распространение получили рыборазводные пруды.